# Urs Paul Engeler
Urs Paul Engeler (* 9. April 1950 in Niederuzwil; heimatberechtigt in Ettenhausen und Guntershausen) ist ein Schweizer Journalist. Er war bis Mai 2013 Bundeshausredaktor der Zeitschrift Die Weltwoche.

## Leben
Der Sohn eines Bankangestellten wuchs in Ettenhausen auf, wo er auch die Primarschule besuchte. Er absolvierte das Gymnasium der Stiftsschule Einsiedeln, das er mit der Matura Typus A abschloss. Ab dem Wintersemester 1970/71 studierte er Germanistik, Schweizergeschichte und Philosophie an der Universität Zürich. Im Januar 1976 erlangte er das Lizenziat, im Juni 1977 absolvierte er das Examen für das höhere Lehramt. Er arbeitete zunächst bis 1979 als Deutsch- und Philosophielehrer am Gymnasium in Schaffhausen. 1980 promovierte er bei Harald Burger mit einer Arbeit zum Thema Sprachwissenschaftliche Untersuchung zur ironischen Rede.
Engeler ist verwitwet und Vater von zwei erwachsenen Söhnen. Er lebt in Bern.

## Journalismus
Im Frühjahr 1980 stieg Engeler als Regionalredaktor der Winterthurer Zeitung Der Landbote in den Journalismus ein. Später arbeitete er für die Basler und die Berner Zeitung, ab 1987 für die Weltwoche unter Fredy Gsteiger, für die SonntagsZeitung und für das Wochenmagazin Facts. In den 1990er Jahren war Engeler Redaktor der Wirtschaftszeitung Cash. Als Roger Köppel 2001 Chefredaktor wurde, wechselte Engeler auf dessen Einladung hin wiederum zur Weltwoche.
Engeler betreibt einen investigativen Journalismus, der ihm den Ruf eines «Journalisten mit dem Spürsinn eines Kriminalisten» einbrachte, der jedoch auch wiederholt zu Kontroversen führte. Erstmals grosses Echo löste sein Schaffen durch einen im Zusammenhang mit dem Fichenskandal veröffentlichten Artikel zur Geheimorganisation P-26 aus. Im Jahr 2004 musste er sich vor einem Militärgericht verantworten, nachdem er den Berner Regierungsratsbunker enttarnt hatte. Auch das Abhörsystem Onyx sowie der Staatsschutz standen in seiner Kritik. 2006 erfolgte eine Anklage gegen Engeler wegen angeblichen Verstosses gegen die Rassismus-Strafnorm durch einen Artikel mit dem Titel «Jäger, Räuber, Rätoromanen. Die frechste Minderheit der Schweiz»; er wurde jedoch freigesprochen.
Ein von Engeler im Vorfeld der Bundesratswahlen 2011 veröffentlichter Artikel über den SVP-Bundesratskandidaten Bruno Zuppiger veranlasste diesen zum Rückzug seiner Kandidatur und rückte Engeler in Richtung Enthüllungsjournalismus.
Engeler kündigte seine Redaktorenstelle bei der Weltwoche auf Ende Mai 2013 und trat in den Ruhestand. Mit einem verminderten Pensum schreibt er als Autor weiter für die Weltwoche.

## Kritik
Anfang 2012 beschuldigte Engeler in einem Artikel in der Weltwoche Philipp Hildebrand, Präsident des Direktoriums der Schweizerischen Nationalbank, des Insiderhandels. Dies entwickelte sich zur Affäre Hildebrand, in der Folge trat Hildebrand als Präsident zurück. Weitere Artikel zum Thema folgten.
Andere Medienschaffende sowie das Branchenmagazin Schweizer Journalist kritisierten einen Teil der Berichterstattung der Weltwoche wegen mehrerer inhaltlicher Fehler, des rüden Schreibstils, der Weigerung, falsche Aussagen einzuräumen, der unsicheren Quellenlage und Belege, der zu harten Vorwürfe und der Verletzung der Privatsphäre. Der Schweizer Presserat rügte die Berichterstattung wegen Verletzungen der Wahrheits- und Berichtigungspflicht sowie der Verletzung der Anhörungspflicht bei schweren Vorwürfen. Des Weiteren rügte der Presserat die skandalisierende Wortwahl, die kaum mit Fakten unterlegt war. Zudem deute die Wortwahl an, dass zwischen der Weltwoche und der Quelle der Informationen die erforderliche Distanz gefehlt habe.

## Auszeichnungen
Im Dezember 2011 gewann Urs Paul Engeler eine Internet-Abstimmung des Branchenmagazins Schweizer Journalist und wurde als «Bester Politjournalist 2011» sowie als «Journalist des Jahres 2011» ausgezeichnet.

## Werke
- Grosser Bruder Schweiz. Wie aus wilden Demokraten überwachte Bürger wurden. Die Geschichte der Politischen Polizei. Weltwoche-ABC-Verlag, Zürich 1990, ISBN 3-85504-128-8.
- (mit Mario Tuor) Trittst im Morgenrot. Ein Fussballbuch zum Mitreden, Mitsingen und Mitbeten. Meier Buchverlag, Schaffhausen 2008, ISBN 978-3-85801-189-3.